# فوسیلی

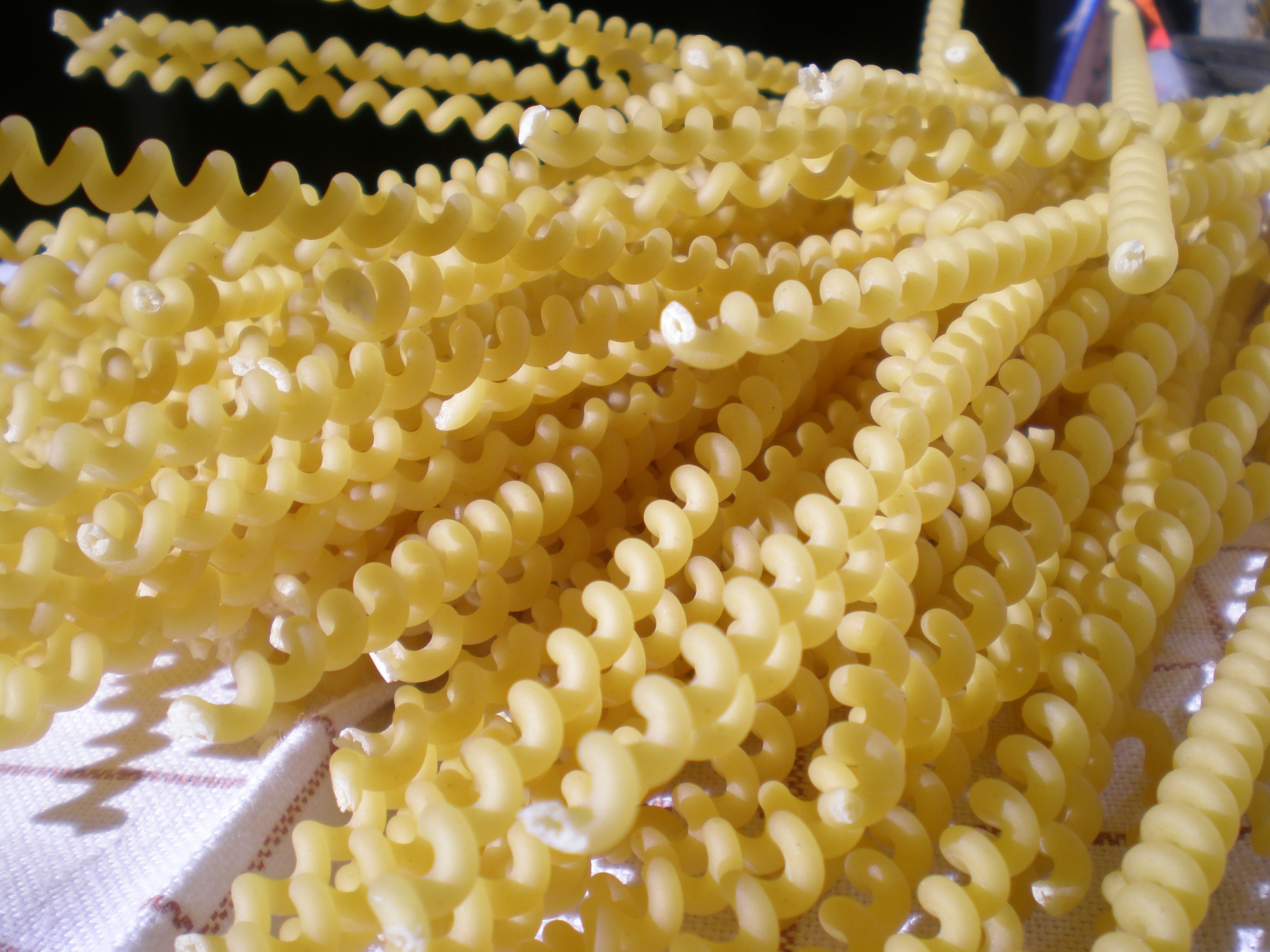
Fusilli bucatti

فوسیلی یا فسیلی (به ایتالیایی: Fusilli) نوعی پاستای فرم‌دار ایتالیایی است که بلند، ضخیم و مارپیچ‌مانند بوده و می‌تواند طولی بین ۱٫۵ تا ۱۲ اینچ داشته باشد. فوسیلی را گاه اسپاگتی پیچ‌خورده (به انگلیسی: Twisted Spaghetti) نیز می‌نامند.
از فسیلی می‌توان برای تهیهٔ سالاد، سوپ و کاسرول استفاده کرد یا اینکه خود آن را پس از پخت با سس میل نمود.